# Фауна Воронежа

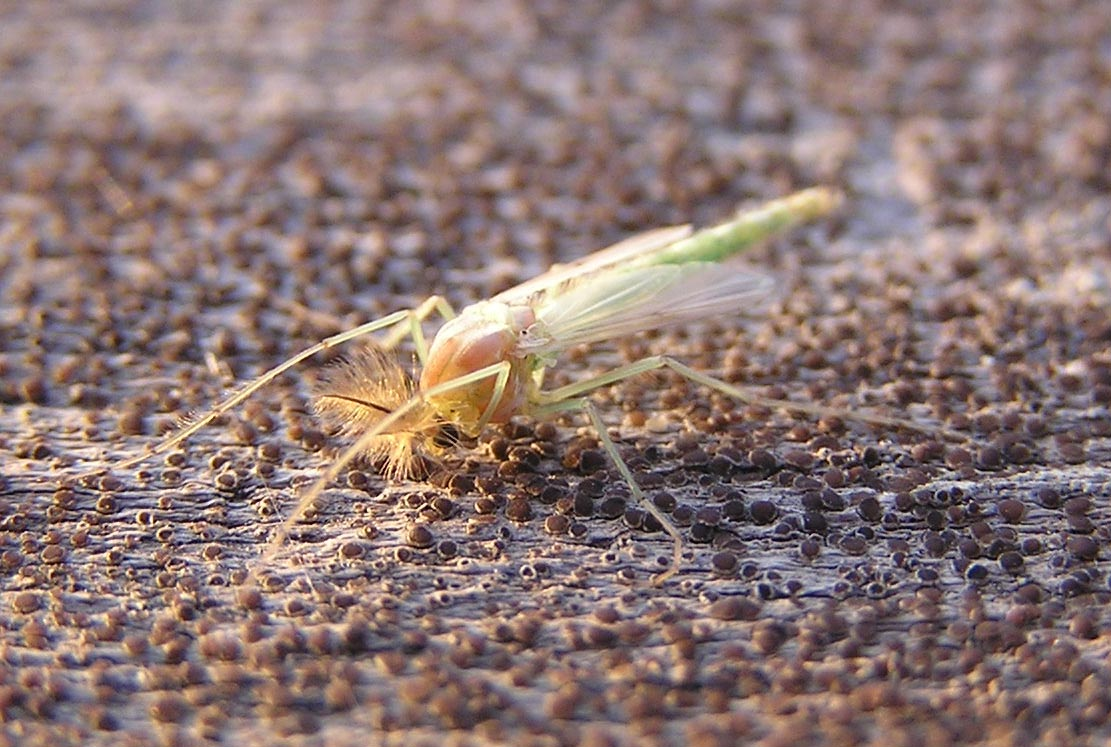
Комар-хирономид

В созданном в 1972 году Воронежском водохранилище обитают множество насекомых, рыб и ракообразных. В самоочищении водоёма велика роль рачков Daphnia и Chydorus spharicus, а также личинок комаров-хирономид (особенно вида Chironomus plumosus) и двустворчатых моллюсков. В весенне-летнее время участки мели на водохранилище хорошо прогреваются и становятся местом для размножения комаров, что влияет на городскую популяцию этих насекомых.

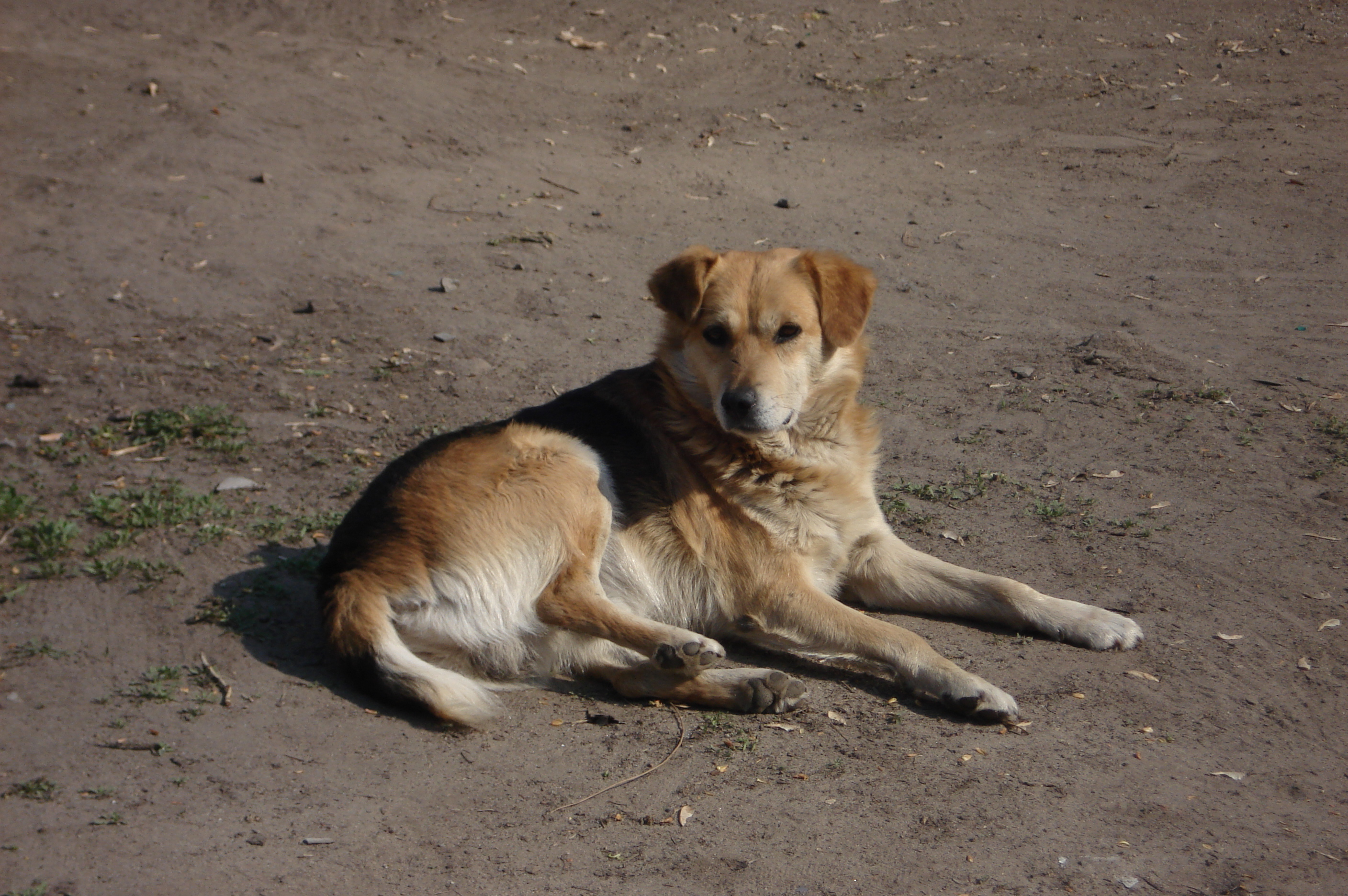
Дворовая собака в Воронеже

Кроме собак и кошек в городе обитают крысы, летучие мыши и другие животные, а также птицы: воробей, серая ворона, галка, грач, скворец, голубь и др.
Экологическим клубом «Воронежский меридиан» и студентами Воронежского государственного педагогического университета были проведены исследования популяции голубей в Воронеже. Результаты показали, что наибольшее их количество обитает в северной части города, в районе ул. 45-й стрелковой дивизии, ул. Транспортная и ул. 20 лет Октября. В центре Воронежа (в районе пр. Революции и ул. Ф. Энгельса) сизые голуби встречаются реже. Интересно, что на севере города рябых голубей больше, чем сизых, а на юге — наоборот. На территории Ленинского района в районе ул. 20 лет Октября и южнее преобладают гибридные голуби.
Всего в Воронеже обнаружено 44 вида рыб, 6 видов земноводных, 5 видов пресмыкающихся, 202 вида птиц, 43 вида млекопитающих (Биоразнообразие города Воронежа, 2004)
В начале весны жители Воронежа страдают от укусов клещей.
Животных и насекомых используют при проведении различных исследований в Воронежской государственной медицинской академии имени Н. Н. Бурденко. Студентами и специалистами академии был подготовлен проект по изучению влияния космоса на воронежских рыжих тараканов. В сентябре 2007 года насекомые были отправлены на 12 дней в космос на борту космического аппарата «Фотон». После их удачного приземления они находились под наблюдением и от них было получено потомство.
Опыты на животных проводились и в Воронежском государственном аграрном университете имени Глинки. В июне 2008 года университет стал одним из немногих ВУЗов России, в котором отказались от таких экспериментов. При обучении студентов вместо животных применяется компьютерная программа.
Большая коллекция насекомых хранится в Воронежском областном краеведческом музее, который располагается в Воронеже на ул. Плехановская. Собрание насекомых насчитывает более 30 тыс. экземпляров. Первыми в коллекцию музея попали бабочки, жуки и шмели Воронежского края в 1991 году. В настоящее время коллекция музея насчитывает более 3 тысяч экземпляров жуков и бабочек.

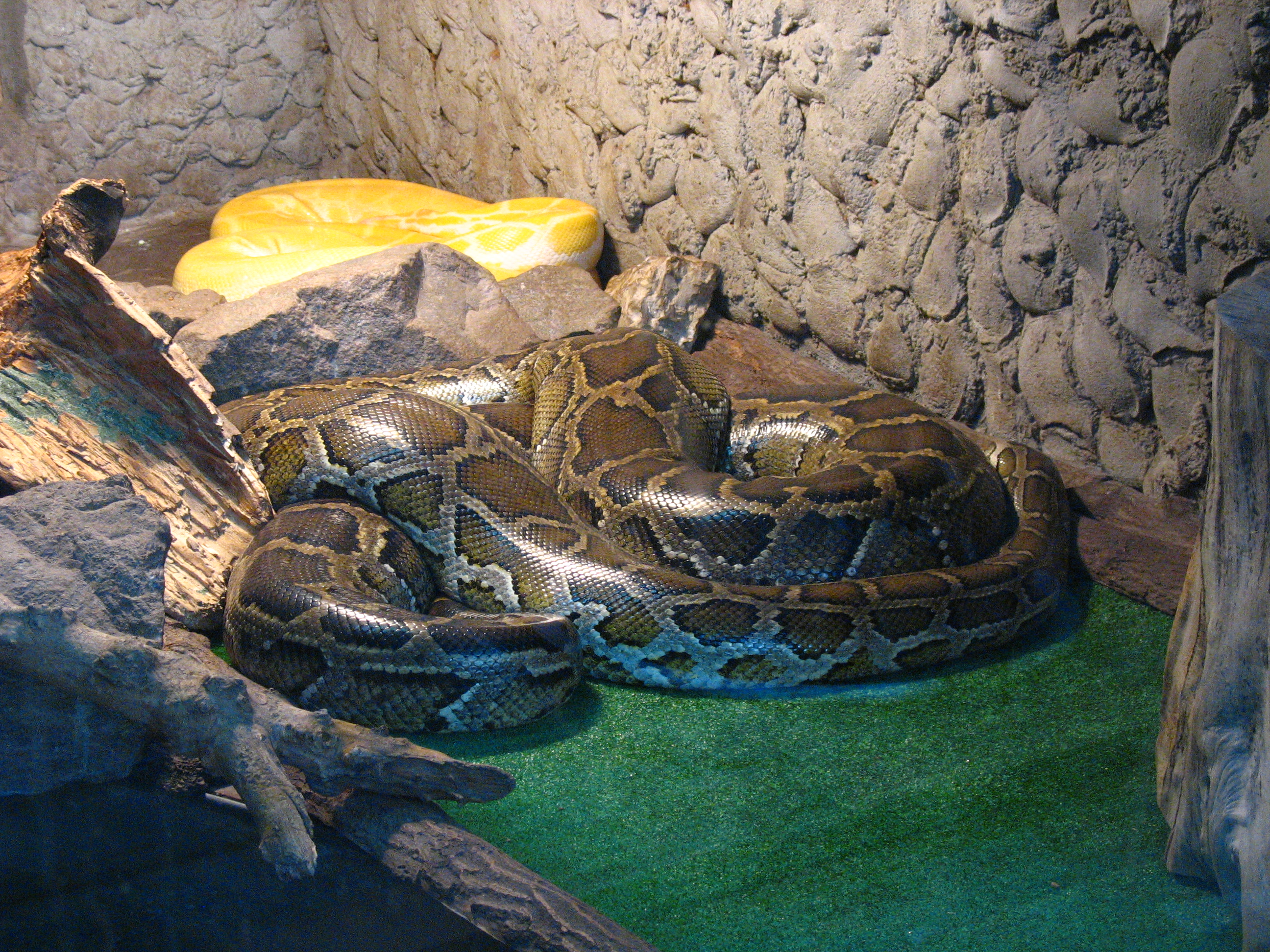
Питон в Воронежском зоосаде

Воронеже действует Воронежский зоосад, который был открыт в декабре 1994 года. В 2009 году он получил статус зоопарка. В нём содержатся различные виды рептилий и земноводных. Из них древнейшую группу пресмыкающихся представляют крокодилы, а также гигантские неядовитые змеи(удавы и питоны), королевские змеи, черепахи, лягушки, тритоны, игуаны и др. В 2000 году «Информационный сборник евроазиатской региональной ассоциации зоопарков и аквариумов» (EAZA) внёс Воронежский зоосад в свой список.

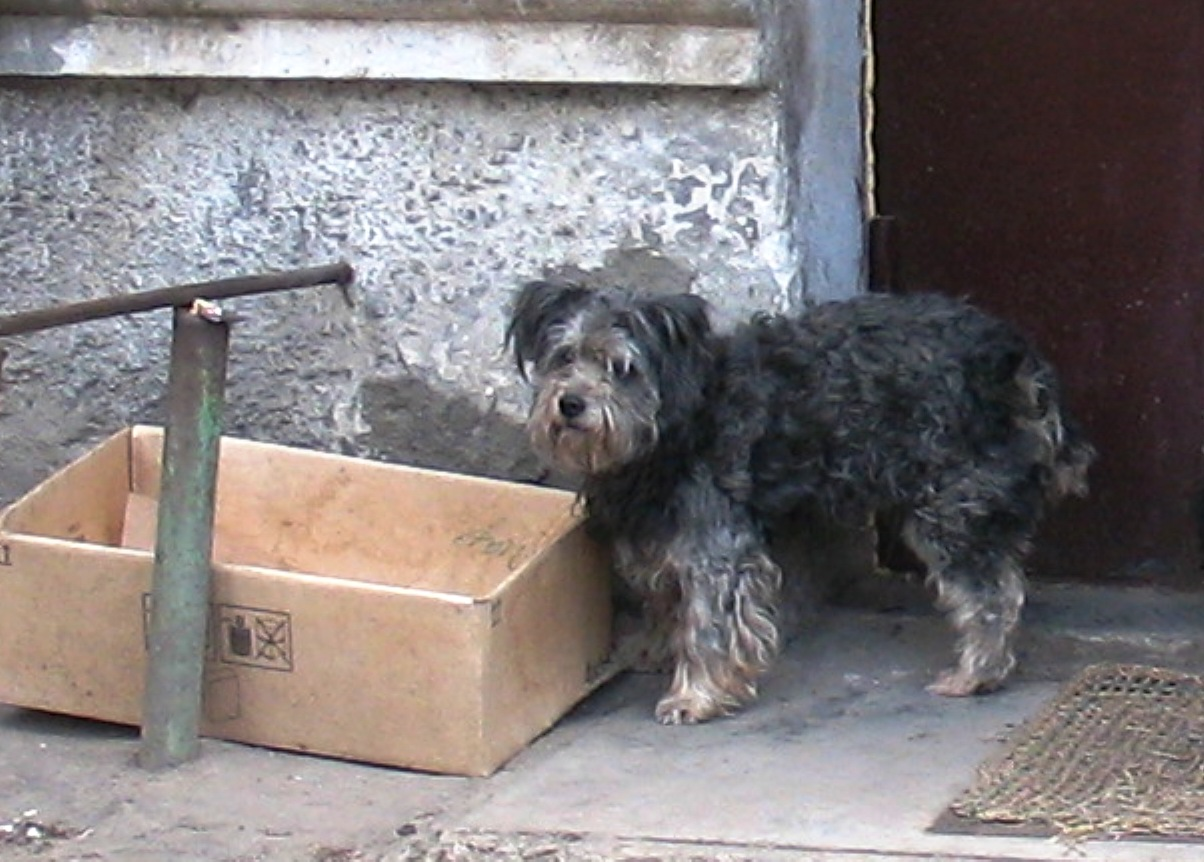
Бродячая собака в Воронеже

В городе существуют проблемы с бродячими животными — собаками и кошками. Для их решения в феврале 2008 года в Воронеже был открыт питомник, который должен помочь со стерилизацией и лечением животных
Голубеводами Воронежа разводятся воронежские белозобые голуби, что отразилось в названии этой породы. В городе также много кинологических клубов. Развита сеть зоомагазинов. Несколько раз в год в городе проходят выставки кошек и собак,.
В марте 2006 года в городе был создан Детский театр зверей, который проводит репетиции и даёт спектакли во Дворце творчества детей и молодежи.